# Lijst van Belgische adelsverheffingen 1920
Personen die in 1920 in de Belgische adel werden opgenomen of een adellijke titel verkregen.

## Graaf
- Baron Charles de Broqueville, eerste minister, titel van graaf, overdraagbaar op alle afstammelingen.
- Jonkheer Jean-Baptiste de Hemptinne (1861-1934) de titel graaf, overdraagbaar bij eerstgeboorte.
- Jonkheer John de Lichtervelde (Gent, 1893 - concentratiekamp Sonnenburg, 1945), de titel graaf, overdraagbaar bij eerstgeboorte. In 1930 werd dit uitgebreid tot zijn drie zonen, en door hen overdraagbaar bij eerstgeboorte. Gaston en Georges de Lichtervelde waren nog ongehuwd toen ze in 1945 in het concentratiekamp Sonnenburg overleden. Etienne de Lichtervelde (1928-2009) had een zoon die ongehuwd bleef en vijf dochters.

## Baron
- Jonkheer Dieudonné Louis Ancion (1872-1953), zoon van Dieudonné Alfred Ancion, industrieel, de titel baron, overdraagbaar bij eerstgeboorte.
- Jonkheer Jean de Dorlodot (1884-1973), de titel baron, overdraagbaar bij eerstgeboorte (in 1934 uitgebreid tot zijn drie zonen, en door hen overdraagbaar bij eerstgeboorte).
- Jonkheer Joseph de Dorlodot (1871-1941), de titel baron, overdraagbaar bij eerstgeboorte (in 1934 uitgebreid tot zijn drie zonen, en door hen overdraagbaar bij eerstgeboorte).
- Jonkheer Léon de Dorlodot (1874-1959), de persoonlijke titel baron.
- Jonkheer René de Dorlodot, de titel baron, overdraagbaar bij eerstgeboorte.
- Jonkheer Charles de Kerchove d'Exaerde (1867-1936), de titel baron, overdraagbaar bij eerstgeboorte, in herinnering aan zijn zoon Christian (1895-1917), gesneuveld bij Diksmuide.
- Jonkheer Daniel Kervyn de Merendree (1852-1921), ingenieur Bruggen en Wegen, de titel baron, overdraagbaar bij eerstgeboorte.
- Jonkheer Guillaume van Zuylen, senator, de titel baron, overdraagbaar bij eerstgeboorte.

## Jonkheer
- Ferdinand Feyerick (1865-1920), bronzen medaille Olympische Spelen 1908 in het schermen, getrouwd met gravin Madeleine Du Monceau de Bergendael, opname in de erfelijke adel een paar maanden voor zijn dood.
- Fernand de Quirini (1866-1932), erkenning, erfelijke adel.
- Léon de Quirini (1859-1933), erkenning, erfelijke adel.
- Jules de Quirini (1862-1929), erkenning, erfelijke adel.